# 웅악
웅악(熊咢, ? ~ 기원전 791년)은 중국 초나라의 제13대 군주(재위: 기원전 799년 ~ 기원전 791년)이다. 웅순의 아들이다. 아들인 약오가 뒤를 이었다.
| 전 임 아버지 웅순 | 제13대 초나라의 군주 기원전 799년 ~ 기원전 791년 | 후 임 아들 약오 웅의 |